# Декалоги (Доктор Кто)
Декалоги — серия книг по мотивам телесериала «Доктор Кто», изданная в 1994—1997 годах издательством Virgin Publishing. Серия состояла из пяти книг, в каждой из которых было по десять рассказов разных авторов. В первых трёх книгах основными персонажами были первые семь воплощений Доктора, его спутники, Мастер. Затем, из-за изменений в условии лицензирования со стороны BBC, четвёртая и пятая книга были посвящены приключениям персонажей, права на которых не принадлежали BBC, но действия происходили во вселенной «Доктор Кто». После этого BBC начали выпускать собственную Доктор Кто фантастику, в том числе рассказы под названием Небольшие Путешествия.

## Книги

### Декалог 1: Загадка
Декалог 1: Загадка — 17 марта 1994, под редакцией Марка Стаммерса и Стивена Джеймса Уокера. В нём содержатся следующие рассказы:
| Название                            | Автор               | Доктор/Спутница                             |
| Воспроизведение                     | Стивен Джеймс Уокер | Седьмой Доктор                              |
| Падший Ангел                        | Энди Лейн           | Второй Доктор, Джейми & Зои                 |
| Дук Домини                          | Марк Платт          | Четвертый Доктор, Сара Джейн Смит           |
| Соломинка, Сломившая Спину Верблюду | Ванесса Бишоп       | Третий Доктор, Лиз, ЮНИТ                    |
| Скарабей смерти                     | Марк Стаммерс       | Четвертый Доктор, Сара Джейн Смит           |
| Книга Теней                         | Джим Мортимор       | Первый Доктор Иэнн & Барбара                |
| Очарование                          | Дэвид Дж. Хау       | Пятый Доктор, Пери                          |
| Золотая Дверь                       | Дэвид Оджер         | Первый Доктор, Додо, Стивен и Шестой Доктор |
| Узники Солнца                       | Тим Робинс          | Третий Доктор, Лиз и ЮНИТ                   |
| Lackaday Express                    | Пол Корнелл         | Пятый Доктор, Нисса & Тиган                 |

Девять рассказов являются фрагментами, вставленными в рассказ «Воспроизведение». Для рассказа «Воспроизведение». Важно читать книгу по порядку, но остальные рассказы самодостаточны.

### Декалог 2: Утраченная Недвижимость
Следующей частью был Декалог 2: Утраченная Недвижимость (Virgin Publishing, 20 июля 1995), снова редактируемая Марком Стаммерсом и Стивеном Джеймсом Уокером. Все рассказы самодостаточны, но их объединяет общая тема: все они, так или иначе, связаны с недвижимостью, которой владел Доктор.
| Название                       | Автор                     | Доктор/Спутница                  |
| Вихрь Страха                   | Гарет Робертс             | Второй Доктор, Джейми и Зои      |
| Малиновая Заря                 | Тим Робинс                | Четвертый Доктор, Лила & К-9     |
| Там, Где Сердце                | Энди Лейн                 | Третий Доктор, Джо & ЮНИТ        |
| Испытания на Таре              | Пол Корнелл               | Седьмой Доктор, Бернис,          |
| Новоселье                      | Дэвид МакИнти             | Сара Джейн Смит, Майк Йетс & К-9 |
| Королева на Девять Дней        | Мэттью Джоунс             | Первый Доктор, Иэн и Барбара     |
| Дни Одиночества                | Даниел Блайз              | Пятый Доктор, Нисса              |
| Народ Деревьев                 | Пэм Баддели               | Четвертый Доктор, Лила           |
| Разделение Времени             | Ванесса Бишоп             | Шестой Доктор, Пери              |
| Пижама с Вопросительным Знаком | Майк Такер и Роберт Перри | Седьмой Доктор и Эйс & Бернис    |

### Декалог 3: Последствия
Следующей частью был Декалог 3: Последствия — 18 июля 1996, под редакцией Энди Лейна и Джастина Ричардса.
Рассказы вполне самодостаточны, но, тем не менее, связаны друг с другом причинно-следственными связями.
| Название                 | Автор            | Доктор/Спутница             |
| … И Вечность за Час      | Стивен Баукетт   | Третий Доктор, Джо          |
| Жизнь Продолжается       | Питер Энджилидис | Сара Джейн Смит, К-9        |
| Потускневшее Изображение | Гай Клаппертон   | Первый Доктор, Додо         |
| Счета Прошлого           | Джеки Маршалл    | Пятый Доктор, Нисса         |
| Вместе Мы Погибнем       | Кит ДеКандидо    | Четвертый Доктор, Бригадир  |
| Чужие и Хищники          | Колин Брейк      | Второй Доктор, Джейми и Зои |
| Фигоуви                  | Гарет Робертс    | Шестой Доктор, Мел          |
| Перекроенная История     | Стивен Моффат    | Седьмой Доктор, Бернис      |
| Временехранилище         | Бен Джипс        | Четвертый Доктор, К-9       |
| Дух Времени              | Крэг Хинтон      | Пятый Доктор                |

### Декалог 4: Ре-Генерации
Следующей частью был Декалог 4: Ре-Генерации — 15 мая 1997, под редакцией Энди Лейна и Джастина Ричардса.
| Название                     | Автор                       |
| Вторые Шансы                 | Алекс Стюарт                |
| Никто не сходит на полпути   | Кейт Орман                  |
| Товары для Вечности          | Гас Смит                    |
| Наследие                     | Бен Джипс                   |
| Яркое Пламя                  | Лиз Холлидей                |
| C9H13NO3                     | Питер Энджилидис            |
| Приблизительное Время Смерти | Ричард Солтер               |
| Секрет Чёрной Планеты        | Лэнс Паркин                 |
| Спасательная Миссия          | Пол Леонард                 |
| День Зависимости             | Джастин Ричардс и Энди Лейн |

### Декалог 5: Чудеса
Окончательная Декалог коллекция называлась Декалог 5: Чудеса (Virgin Publishing, 18 сентября 1997 года), и редактировалось Полом Леонардом и Джимом Мортимором. Коллекция содержит следующие рассказы:
| Название                               | Автор           |
| Место Всех Мест                        | Накула Сомана   |
| Поехали 3201                           | Стивен Бакстер  |
| Королевские Покои                      | Доминик Грин    |
| Город Молотков                         | Нил Уильямсон   |
| Зарисовка Возраста Красотой Наших Дней | Майк О’Дрисколл |
| Правосудие Соломона                    | Лоуренс Мильс   |
| Молоко Человеческой Доброты            | Лиз Сурбат      |
| Библиофаг                              | Стивен Марли    |
| Отрицательное Пространство             | Жанна Ковелос   |
| Купол Шепота                           | Йен Уотсон      |
| Воды Звездного Света                   | Стивен Марли    |